# SHERDOG
SHERDOG（シャードッグ）は、総合格闘技に特化したアメリカ合衆国のウェブサイト。選手の戦績、試合、大会の記録をデータベース化している。ESPN.comとコンテンツパートナーとして提携している。
1997年に写真家のジェフ・シャーウッド（ニックネームが"Sherdog"）によって設立。総合格闘技に関するニュース、大会の予想や結果の論評、選手や関係者へのインタビュー、各階級の独自ランキング、ユーザーフォーラム、およびラジオ番組を扱っている。
ONE Championshipは若手発掘のためのリアリティショー・大会である「ONEウォリアーシリーズ」に参加する選手を募集する際に、参加資格として「Sherdog・Tapologyへの掲載が必須」としている。